# Passeport estonien
Le passeport estonien est un document de voyage international délivré aux ressortissants estoniens, et qui peut aussi servir de preuve de la citoyenneté estonienne.

## Liste des pays sans visa ou visa à l'arrivée

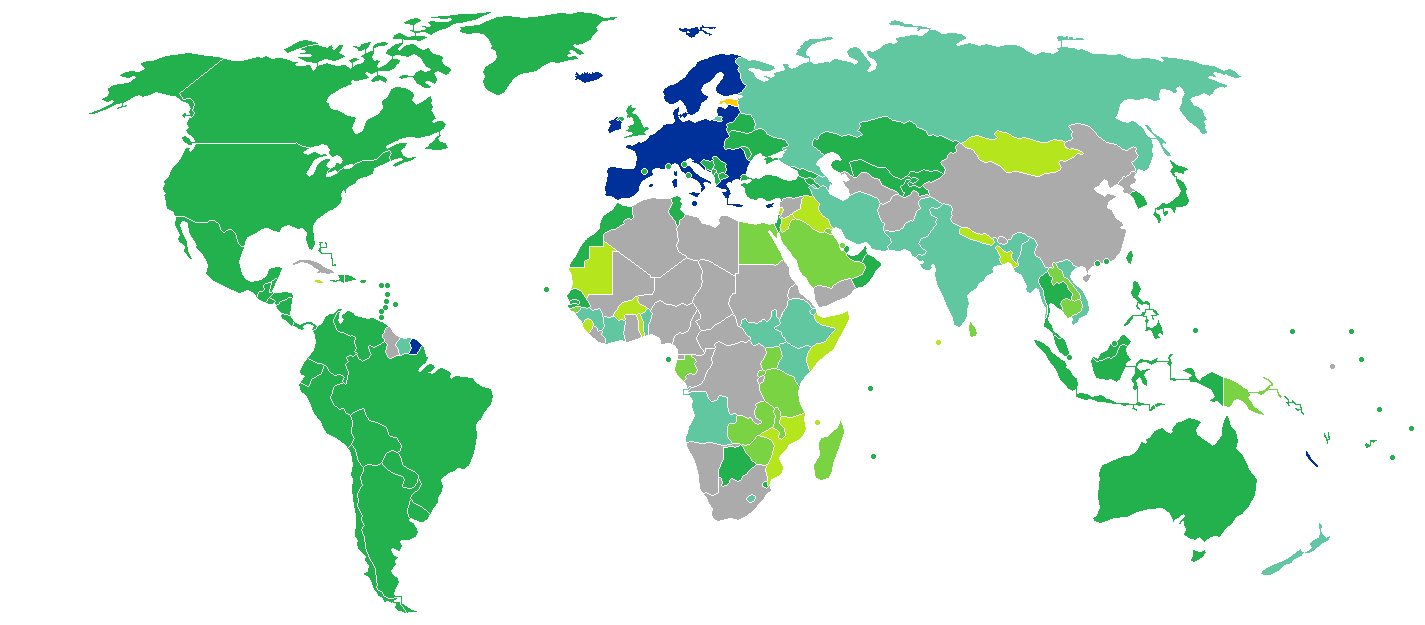
Pays et territoires avec des entrées sans visa ou un visa-sur-arrivée pour les titulaires de passeports estonien
Estonie
Europe en liberté de mouvement
Visa non nécessaire
Visa à l'arrivée
Système de visa électronique
Visa électronique ou à l'arrivée
Visa requis avant l'arrivée